# Institut de Química-Física Rocasolano
El Institut de Química Física Rocasolano (IQFR) (situat en l'anomenat Edifici Rockefeller) és un institut depenent del Consell Superior d'Investigacions Científiques. Va ser creat l'1 de març de 1946 gràcies a un decret que estableix les 5 línies de recerca: electroquímica, química física dels processos industrials, química física pura, espectroquímica i química física dels processos biològics.
El nom original va ser el d'Antonio de Gregorio Rocasolano, que per raons pràctiques aviat es va abreujar a la seva forma actual.
Al capdavant de les línies d'electroquímica i química física industrial es va posar Antoni Rius i Miró, l'electroquímica depenia del Doctor Juan Manuel López Azcona, procedent de l'Institut Alonso de Santa Cruz i la química física dels processos biològics se li va encarregar al Professor Ramón Portillo.
El nom d'Institut Rockefeller prové del finançament de l'edifici en el qual es va crear l'institut. La Internacional Educational Board de la Fundació Rockefeller va col·laborar per a la creació d'un edifici que albergués l'Institut Nacional de Física i Química que va ser inaugurat el 6 de febrer de 1932.
En l'actualitat, la direcció del centre està a càrrec del Doctor Juan de la Higuera Bayon. Hi ha dos sotsdirectors: el Doctor Douglas Laurents i el Doctor Juan Zenón Dávalos Prado. La gerència està a càrrec d'Antonio Rubinos Pérez.